# DJ Hero
DJ Hero es un videojuego musical, desarrollado por FreeStyleGames y publicado por Activision como un spin-off de la franquicia Guitar Hero. Fue lanzado el 27 de octubre de 2009 en Norteamérica y el 29 de octubre en Europa. El juego está basado en el turntablism, la creación de nuevos trabajos musicales, por medio de una o más canciones; remezclando las canciones, además del uso generadores de efectos de sonido. El título cuenta con 94 remezclas de dos canciones, que de en total, hay cerca de 100 canciones de diversos géneros musicales.
Para conseguir puntos, el jugador debe pulsar los botones correspondiente para reproducir sonidos al ritmo, ajustar el deslizador crossfader (para que suene uno u otro canal) y hacer Scratch con el plato del mando en el momento indicado por las marcas de la imagen. El juego incluye un modo carrera para un jugador, y los modos multijugador cooperativo y competitivo para múltiples jugadores. Además, existen canciones en las que puede jugar una persona con una guitarra de Guitar Hero, además del jugador que utiliza el DJ.
Muchos DJ's y productores musicales han contribuido al juego, tanto en el desarrollo de este, como a la hora de crear remezclas, así como cediendo su imagen para los personajes seleccionables en el juego. Entre los DJ's que aparecen dentro del título, se incluyen DJ Shadow, Z-Trip, DJ AM, Cut Chemist, J.Period, Grandmaster Flash, DJ Jazzy Jeff, Hashim, y Daft Punk.

## Jugabilidad
DJ Hero principalmente simula el Turntablism, un estilo musical utilizado por los DJ's para crear un nuevo Bastard pop mediante la incorporación de una o más canciones grabadas con anterioridad, junto con los generadores de efectos de sonido. Las características de puntuación del juego es similar a la de Guitar Hero. El control consiste en una cubierta móvil que consiste en un mueble giratorio, el cual se compone 3 botones.